# Symphlebia maculicincta
Symphlebia maculicincta är en fjärilsart som beskrevs av George Francis Hampson 1901. Symphlebia maculicincta ingår i släktet Symphlebia och familjen björnspinnare. Inga underarter finns listade i Catalogue of Life.